# Rosja na Letnich Igrzyskach Olimpijskich 2016
Rosję na Letnich Igrzyskach Olimpijskich 2016 reprezentowało 282 zawodników.
Był to szósty udział reprezentacji Rosji na letnich igrzyskach olimpijskich.
Międzynarodowy Komitet Olimpijski podjął decyzję, że w zawodach będą mogli wziąć udział sportowcy, którzy nie byli karani za stosowanie środków dopingowych. Ostatecznie nie zostali dopuszczeni lekkoatleci, z wyjątkiem Darji Kliszyny. Zakaz dostało też 22 wioślarzy, siedmiu pływaków, pięciu kajakarzy, dwóch pięcioboistów oraz jeden żeglarz. Przyczyną były pozytywne testy antydopingowe zrealizowane przed igrzyskami.

## Medaliści
Rosja zdobyła 56 medali: 19 złotych, 18 srebrnych i 19 brązowych.
| Medal | Zawodnik | Data urodzenia | Dyscyplina             | Konkurencja                                              | Data        | Płeć |
| ----- | --- | --- | ---------------------- | -------------------------------------------------------- | ----------- | ---- |
| 1 !   | Biesłan Mudranow | 7 lipca 1986(dts) | Judo                   | –60 kg mężczyzn                                          | 6 sierpnia  | M    |
| 1 !   | Jana Jegorian | 20 grudnia 1993(dts) | Szermierka             | Szabla indywidualnie kobiet                              | 8 sierpnia  | K    |
| 1 !   | Chasan Chałmurzajew | 9 października 1993(dts) | Judo                   | –81 kg mężczyzn                                          | 9 sierpnia  | M    |
| 1 !   | Inna Dierigłazowa | 10 marca 1990(dts) | Szermierka             | Floret indywidualnie kobiet                              | 10 sierpnia | K    |
| 1 !   | Artur Achmatchuzin Aleksiej Czeriemisinow Timur Safin | 21 maja 1988(dts) 9 lipca 1985(dts) 4 sierpnia 1992(dts) | Szermierka             | Floret drużynowo mężczyzn                                | 12 sierpnia | M    |
| 1 !   | Jekatierina Djaczenko Julija Gawriłowa Jana Jegorian Sofja Wielika | 31 sierpnia 1987(dts) 20 lipca 1989(dts) 20 grudnia 1993(dts) 8 czerwca 1985(dts) | Szermierka             | Szabla drużynowo kobiet                                  | 13 sierpnia | K    |
| 1 !   | Jekatierina Makarowa Jelena Wiesnina | 7 czerwca 1988(dts) 1 sierpnia 1986(dts) | Tenis ziemny           | Debel kobiet                                             | 14 sierpnia | K    |
| 1 !   | Alija Mustafina | 30 września 1994(dts) | Gimnastyka             | Ćwiczenia na poręczach asymetrycznych kobiet             | 14 sierpnia | K    |
| 1 !   | Roman Własow | 6 października 1990(dts) | Zapasy                 | –75 kg w stylu klasycznym mężczyzn                       | 14 sierpnia | M    |
| 1 !   | Dawit Czakwetadze | 18 października 1992(dts) | Zapasy                 | –85 kg w stylu klasycznym mężczyzn                       | 15 sierpnia | M    |
| 1 !   | Jewgienij Tiszczenko | 15 lipca 1991(dts) | Boks                   | Waga ciężka mężczyzn                                     | 15 sierpnia | M    |
| 1 !   | Natalja Iszczenko Swietłana Romaszyna | 8 kwietnia 1986(dts) 21 września 1989(dts) | Pływanie synchroniczne | Duet kobiet                                              | 16 sierpnia | K    |
| 1 !   | Włada Czigiriewa Natalja Iszczenko Swietłana Kolesniczenko Aleksandra Packiewicz Jelena Prokofiewa Swietłana Romaszyna Ałła Szyszkina Gielena Topilina Marja Szuroczkina                                                                                         | 18 grudnia 1994(dts) 8 kwietnia 1986(dts) 20 września 1993(dts) 4 listopada 1988(dts) 2 sierpnia 1994(dts) 21 września 1989(dts) 2 sierpnia 1989(dts) 11 stycznia 1994(dts) 30 czerwca 1995(dts) | Pływanie synchroniczne | Drużyna kobiet                                           | 19 sierpnia | K    |
| 1 !   | Olga Akopian Irina Bliznowa Władlena Bobrownikowa Daria Dmitriewa Jekatierina Ilina Tatiana Jerochina Wiktoria Kalinina Polina Kuzniecowa Jekatierina Mariennikowa Maja Pietrowa Anna Sen Anna Siedojkina Marina Sudakowa Anna Wiachiriewa Wiktorija Żylinskajte | 4 marca 1985(dts) 6 października 1986(dts) 24 października 1987(dts) 9 sierpnia 1995(dts) 7 marca 1991(dts) 7 września 1984(dts) 8 grudnia 1988(dts) 10 czerwca 1987(dts) 29 kwietnia 1982(dts) 26 maja 1982(dts) 3 grudnia 1990(dts) 1 sierpnia 1984(dts) 17 lutego 1989(dts) 13 marca 1995(dts) 6 marca 1989(dts) | Piłka ręczna           | Turniej kobiet                                           | 20 sierpnia | K    |
| 1 !   | Abdułraszyd Sadułajew | 9 maja 1996(dts) | Zapasy                 | –86 kg w stylu wolnym mężczyzn                           | 20 sierpnia | M    |
| 1 !   | Margarita Mamun | 1 listopada 1995(dts) | Gimnastyka             | Wielobój indywidualny kobiet                             | 20 sierpnia | K    |
| 1 !   | Aleksandr Lesun | 1 lipca 1988(dts) | Pięciobój nowoczesny   | Zawody mężczyzn                                          | 20 sierpnia | M    |
| 1 !   | Wiera Biriukowa Anastasija Blizniuk Anastasija Maksimowa Anastasija Tatariewa Maria Tolkaczewa | 11 kwietnia 1998(dts) 28 czerwca 1994(dts) 27 czerwca 1991(dts) 19 lipca 1997(dts) 8 sierpnia 1997(dts) | Gimnastyka             | Zawody drużynowe kobiet                                  | 21 sierpnia | K    |
| 1 !   | Sosłan Ramonow | 1 stycznia 1991(dts) | Zapasy                 | –65 kg w stylu wolnym mężczyzn                           | 21 sierpnia | M    |
| 2 !   | Witalina Bacaraszkina | 1 października 1996(dts) | Strzelectwo            | Pistolet pneumatyczny z 10 m kobiet                      | 7 sierpnia  | K    |
| 2 !   | Tujana Daszidorżiewa Ksienija Pierowa Inna Stiepanowa | 14 kwietnia 1996(dts) 8 lutego 1989(dts) 17 kwietnia 1990(dts) | Łucznictwo             | Turniej drużynowy kobiet                                 | 7 sierpnia  | K    |
| 2 !   | Sofja Wielika | 8 czerwca 1985(dts) | Szermierka             | Szabla indywidualnie kobiet                              | 8 sierpnia  | K    |
| 2 !   | Denis Abljazin Dawid Bieliawskij Nikołaj Kuksienkow Nikita Nagornyj Iwan Stretowicz | 3 sierpnia 1992(dts) 23 lutego 1992(dts) 2 czerwca 1989(dts) 12 lutego 1997(dts) 6 października 1996(dts) | Gimnastyka             | Wielobój drużynowy mężczyzn                              | 8 sierpnia  | M    |
| 2 !   | Julija Jefimowa | 3 kwietnia 1992(dts) | Pływanie               | 100 m stylem klasycznym kobiet                           | 8 sierpnia  | K    |
| 2 !   | Angelina Mielnikowa Alija Mustafina Marija Pasieka Daria Spiridonowa Sieda Tutchaljan | 18 lipca 2000(dts) 30 września 1994(dts) 19 lipca 1995(dts) 8 lipca 1998(dts) 15 lipca 1999(dts) | Gimnastyka             | Wielobój drużynowy kobiet                                | 9 sierpnia  | K    |
| 2 !   | Olga Zabielinska | 10 maja 1980(dts) | Kolarstwo              | Jazda indywidualna na czas kobiet                        | 10 sierpnia | K    |
| 2 !   | Julija Jefimowa | 3 kwietnia 1992(dts) | Pływanie               | 200 m stylem klasycznym kobiet                           | 11 sierpnia | K    |
| 2 !   | Darja Szmielowa Anastasija Wojnowa | 26 października 1994(dts) 5 lutego 1993(dts) | Kolarstwo              | Sprint drużynowy kobiet                                  | 12 sierpnia | M    |
| 2 !   | Siergiej Kamienskij | 7 października 1987(dts) | Strzelectwo            | Karabin małokalibrowy w trzech pozycjach z 50 m mężczyzn | 14 sierpnia | M    |
| 2 !   | Marija Pasieka | 19 października 1995(dts) | Gimnastyka             | Skoki kobiet                                             | 14 sierpnia | K    |
| 2 !   | Denis Abljazin | 3 sierpnia 1992(dts) | Gimnastyka             | Skoki mężczyzn                                           | 15 sierpnia | M    |
| 2 !   | Walerija Kobłowa | 9 października 1992(dts) | Zapasy                 | –58 kg kobiet                                            | 17 sierpnia | K    |
| 2 !   | Natalja Worobjowa | 27 maja 1991(dts) | Zapasy                 | –69 kg kobiet                                            | 17 sierpnia | K    |
| 2 !   | Aleksiej Dienisienko | 30 sierpnia 1993(dts) | Taekwondo              | –68 kg mężczyzn                                          | 18 sierpnia | M    |
| 2 !   | Aniuar Giedujew | 26 stycznia 1987(dts) | Zapasy                 | –74 kg w stylu wolnym mężczyzn                           | 19 sierpnia | M    |
| 2 !   | Jana Kudriawcewa | 30 września 1997(dts) | Gimnastyka             | Wielobój indywidualny kobiet                             | 20 sierpnia | K    |
| 3 !   | Natalja Kuziutina | 8 maja 1989(dts) | Judo                   | –do 52 kg kobiet                                         | 7 sierpnia  | K    |
| 3 !   | Timur Safin | 4 sierpnia 1992(dts) | Szermierka             | Floret indywidualnie mężczyzn                            | 7 sierpnia  | M    |
| 3 !   | Władimir Maslennikow | 17 sierpnia 1994(dts) | Strzelectwo            | Karabin pneumatyczny z 10 m mężczyzn                     | 8 sierpnia  | M    |
| 3 !   | Anton Czupkow | 22 lutego 1997(dts) | Pływanie               | 200 m stylem klasycznym mężczyzn                         | 10 sierpnia | M    |
| 3 !   | Olga Koczniewa Wioletta Kołobowa Tatiana Łogunowa Lubow Szutowa | 29 czerwca 1988(dts) 27 lipca 1991(dts) 3 lipca 1980(dts) 25 czerwca 1983(dts) | Szermierka             | Szpada drużynowo kobiet                                  | 11 sierpnia | K    |
| 3 !   | Alija Mustafina | 30 września 1994(dts) | Gimnastyka             | Wielobój indywidualny kobiet                             | 11 sierpnia | K    |
| 3 !   | Jewgienij Ryłow | 23 września 1996(dts) | Pływanie               | 200 m stylem grzbietowym mężczyzn                        | 11 sierpnia | M    |
| 3 !   | Kiriłł Grigorjan | 2 kwietnia 1992(dts) | Strzelectwo            | Karabin małokalibrowy leżąc z 50 m mężczyzn              | 12 sierpnia | M    |
| 3 !   | Stefania Elfutina | 27 stycznia 1997(dts) | Żeglarstwo             | RS:X kobiet                                              | 14 sierpnia | K    |
| 3 !   | Dienis Dmitrijew | 23 marca 1986(dts) | Kolarstwo              | Sprint mężczyzn                                          | 14 sierpnia | M    |
| 3 !   | Denis Abljazin | 3 sierpnia 1992(dts) | Gimnastyka             | Ćwiczenia na kółkach mężczyzn                            | 15 sierpnia | M    |
| 3 !   | Siergiej Siemionow | 10 sierpnia 1995(dts) | Zapasy                 | –130 kg w stylu klasycznym mężczyzn                      | 15 sierpnia | M    |
| 3 !   | Roman Anoszkin | 31 sierpnia 1987(dts) | Kajakarstwo            | K-1 1000 m mężczyzn                                      | 16 sierpnia | M    |
| 3 !   | Dawid Bieliawskij | 23 lutego 1992(dts) | Gimnastyka             | Ćwiczenia na poręczach mężczyzn                          | 16 sierpnia | M    |
| 3 !   | Anastasija Bieljakowa | 1 maja 1993(dts) | Boks                   | Waga lekka kobiet                                        | 17 sierpnia | K    |
| 3 !   | Władimir Nikitin | 25 marca 1990(dts) | Boks                   | Waga kogucia mężczyzn                                    | 18 sierpnia | M    |
| 3 !   | Jekatierina Bukina | 5 maja 1987(dts) | Zapasy                 | –kategoria do 75 kg kobiet                               | 18 sierpnia | K    |
| 3 !   | Olga Biełowa Maria Borisowa Nadieżda Fiedotowa Anna Grinewa Jewgienija Iwanowa Elwina Karimowa Anna Karnałch Jekatierina Lisunowa Jekatierina Prokofiewa Anastasija Simanowicz Jewgienija Sobolewa Anna Timofiejewa Anna Ustiuchina                              | 27 sierpnia 1993(dts) 28 lipca 1997(dts) 20 maja 1988(dts) 31 stycznia 1988(dts) 26 lipca 1987(dts) 25 marca 1994(dts) 31 sierpnia 1991(dts) 6 października 1989(dts) 13 marca 1991(dts) 23 stycznia 1995(dts) 26 sierpnia 1988(dts) 18 lipca 1987(dts) 18 marca 1989(dts)                                          | Piłka wodna            | Turniej kobiet                                           | 19 sierpnia | K    |
| 3 !   | Witalij Dunajcew | 12 kwietnia 1992(dts) | Boks                   | Waga lekkopółśrednia mężczyzn                            | 19 sierpnia | M    |

### Uczestnicy
Liczba uczestników reprezentacji Rosji według dyscyplin.
| Dyscyplina             | Mężczyźni | Kobiety | Razem |
| ---------------------- | --------- | ------- | ----- |
| Badminton              | 3         | 1       | 4     |
| Boks                   | 9         | 2       | 11    |
| Gimnastyka             | 7         | 13      | 20    |
| Golf                   | 0         | 1       | 1     |
| Jeździectwo            | 2         | 3       | 5     |
| Judo                   | 7         | 5       | 12    |
| Kajakarstwo            | 12        | 3       | 15    |
| Kolarstwo              | 8         | 4       | 12    |
| Lekkoatletyka          | 0         | 1       | 1     |
| Pięciobój nowoczesny   | 1         | 2       | 3     |
| Piłka ręczna           | 0         | 14      | 14    |
| Piłka siatkowa         | 16        | 14      | 30    |
| Piłka wodna            | 0         | 13      | 13    |
| Pływanie               | 23        | 13      | 36    |
| Pływanie synchroniczne | 0         | 9       | 9     |
| Skoki do wody          | 4         | 4       | 8     |
| Strzelectwo            | 12        | 6       | 18    |
| Szermierka             | 9         | 10      | 19    |
| Taekwondo              | 2         | 1       | 3     |
| Tenis stołowy          | 1         | 2       | 3     |
| Tenis ziemny           | 3         | 5       | 8     |
| Triathlon              | 3         | 3       | 6     |
| Wioślarstwo            | 4         | 0       | 4     |
| Zapasy                 | 12        | 5       | 17    |
| Żeglarstwo             | 4         | 3       | 7     |
| Łucznictwo             | 0         | 3       | 3     |

### Badminton
| Zawodnik                     | Konkurencja     | Faza grupowa   | Faza grupowa          | Faza grupowa       | Faza grupowa | 1/16 finału             | Ćwierćfinał             | Półfinał                | Finał                   |
| Zawodnik                     | Konkurencja     | Przeciwnicy    | Przeciwnicy           | Przeciwnicy        | Pozycja      | 1/16 finału             | Ćwierćfinał             | Półfinał                | Finał                   |
| ---------------------------- | --------------- | -------------- | --------------------- | ------------------ | ------------ | ----------------------- | ----------------------- | ----------------------- | ----------------------- |
| Władimir Małkow              | Singel mężczyzn | Nguyễn P 1–2   | Lin P 0–2             | Obernosterer W 2–0 | 3.           | Nie zakwalifikował się  | Nie zakwalifikował się  | Nie zakwalifikował się  | Nie zakwalifikował się  |
| Władimir Iwanow Iwan Sozonow | Debel mężczyzn  | Lee Tsai W 2–0 | Chau Serasinghe W 2–0 | Lee Yoo W 2–1      | 1. (Q)       | –                       | Chai Hong P 1–2         | Nie zakwalifikowali się | Nie zakwalifikowali się |
|                              |                 |                |                       |                    |              |                         |                         |                         |                         |
| Natalja Pierminowa           | Singel kobiet   | Baldauf W 2–0  | Tai P 0–2             | –                  | 2.           | Nie zakwalifikowała się | Nie zakwalifikowała się | Nie zakwalifikowała się | Nie zakwalifikowała się |

### Boks
| Zawodnik             | Konkurencja                   | 1/16 finału    | 1/8 finału             | Ćwierćfinał            | Półfinał                | Finał                   | Pozycja                 |
| -------------------- | ----------------------------- | -------------- | ---------------------- | ---------------------- | ----------------------- | ----------------------- | ----------------------- |
| Wasilij Jegorow      | Waga papierowa mężczyzn       | Wolny los      | Hernández P 0–3        | Nie zakwalifikował się | Nie zakwalifikował się  | Nie zakwalifikował się  | Nie zakwalifikował się  |
| Misza Ałojan         | Waga musza mężczyzn           | Wolny los      | Konki W 3–0            | Ávila W 3–0            | Hu W 3–0                | Zojrow P 0–3            | 2.                      |
| Władimir Nikitin     | Waga kogucia mężczyzn         | Warawara W 3–0 | Butdee W 2–1           | Conlan W 2–1           | Stevenson P wo          | Nie zakwalifikował się  |                         |
| Adłan Abduraszidow   | Waga lekka mężczyzn           | Katua W 3–0    | Benbaziz P 0–3         | Nie zakwalifikował się | Nie zakwalifikował się  | Nie zakwalifikował się  | Nie zakwalifikował się  |
| Witalij Dunajcew     | Waga lekkopółśrednia mężczyzn | Wolny los      | Czinzorig W 3–0        | Hu W 3–0               | Gaibnazarov P 1–2       | Nie zakwalifikował się  |                         |
| Andriej Zamkowoj     | Waga półśrednia mężczyzn      | Okwiri P 1–2   | Nie zakwalifikował się | Nie zakwalifikował się | Nie zakwalifikował się  | Nie zakwalifikował się  | Nie zakwalifikował się  |
| Artiom Czebotariow   | Waga średnia mężczyzn         | Wolny los      | Szachsuwarły P 1–2     | Nie zakwalifikował się | Nie zakwalifikował się  | Nie zakwalifikował się  | Nie zakwalifikował się  |
| Piotr Chamukow       | Waga półciężka mężczyzn       | Ramírez P 1–2  | Nie zakwalifikował się | Nie zakwalifikował się | Nie zakwalifikował się  | Nie zakwalifikował się  | Nie zakwalifikował się  |
| Jewgienij Tiszczenko | Waga ciężka mężczyzn          | Wolny los      | Nogueira W 3–0         | Russo W 3–0            | Tułaganow W 3–0         | Lewit W 3–0             |                         |
|                      |                               |                |                        |                        |                         |                         |                         |
| Anastasija Bielakowa | Waga lekka kobiet             | –              | Wolny los              | Mayer W 3–0            | Mossely P TKO           | Nie zakwalifikowała się |                         |
| Jarosława Jakuszyna  | Waga średnia kobiet           | –              | Chen W 3–0             | Shields P 0–3          | Nie zakwalifikowała się | Nie zakwalifikowała się | Nie zakwalifikowała się |

### Gimnastyka

#### Gimnastyka artystyczna
| Zawodnik         | Konkurencja           | Kwalifikacje | Kwalifikacje | Kwalifikacje | Kwalifikacje | Kwalifikacje | Kwalifikacje | Finał  | Finał  | Finał  | Finał  | Finał  | Finał   |
| Zawodnik         | Konkurencja           | H            | B            | C            | R            | Punkty       | Pozycja      | H      | B      | C      | R      | Punkty | Pozycja |
| ---------------- | --------------------- | ------------ | ------------ | ------------ | ------------ | ------------ | ------------ | ------ | ------ | ------ | ------ | ------ | ------- |
| Jana Kudriawcewa | Wielobój indywidualny | 18,166       | 18,616       | 19,000       | 18,216       | 73,998       | 2. (Q)       | 19,225 | 19,250 | 17,883 | 19,250 | 75,608 |         |
| Margarita Mamun  | Wielobój indywidualny | 18,833       | 19,000       | 17,500       | 19,050       | 74,383       | 1. (Q)       | 19,050 | 19,150 | 19,050 | 19,233 | 76,483 |         |

| Zawodnik                                                                                      | Konkurencja      | Kwalifikacje | Kwalifikacje | Kwalifikacje | Kwalifikacje | Finał  | Finał  | Finał  | Finał   |
| Zawodnik                                                                                      | Konkurencja      | 5R           | 3C2H         | Punkty       | Pozycja      | 5R     | 3C2H   | Punkty | Pozycja |
| --------------------------------------------------------------------------------------------- | ---------------- | ------------ | ------------ | ------------ | ------------ | ------ | ------ | ------ | ------- |
| Wiera Biriukowa Anastasija Blizniuk Anastasia Maksimowa Anastasija Tatariewa Maria Tołkaczewa | Zawody drużynowe | 18,283       | 17,233       | 35,516       | 2. (Q)       | 17,600 | 18,633 | 36,233 |         |

#### Gimnastyka sportowa
Mężczyźni
| Zawodnik           | Konkurencja        | Kwalifikacje | Kwalifikacje | Kwalifikacje | Kwalifikacje | Kwalifikacje | Kwalifikacje | Kwalifikacje | Kwalifikacje | Finał  | Finał  | Finał  | Finał  | Finał  | Finał  | Finał   | Finał   |
| Zawodnik           | Konkurencja        | F            | PH           | R            | V            | PB           | HB           | Punkty       | Pozycja      | F      | PH     | R      | V      | PB     | HB     | Punkty  | Pozycja |
| ------------------ | ------------------ | ------------ | ------------ | ------------ | ------------ | ------------ | ------------ | ------------ | ------------ | ------ | ------ | ------ | ------ | ------ | ------ | ------- | ------- |
| Denis Abljazin     | Wielobój drużynowy | 14,700       | –            | 15,633       | 15,400       | –            | –            | –            | –            | 15,100 | –      | 15,700 | 15,600 | –      | –      | –       | –       |
| Dawid Bieliawskij  | Wielobój drużynowy | 14,600       | 15,300       | 14,533       | 14,900       | 15,933       | 14,533       | –            | –            | 14,666 | 15,500 | –      | 15,033 | 15,800 | 14,958 | –       | –       |
| Nikołaj Kuksienkow | Wielobój drużynowy | 14,666       | 15,383       | 14,433       | 14,900       | 15,366       | 14,100       | –            | –            | –      | 15,033 | 14,866 | –      | 15,133 | 14,166 | –       | –       |
| Nikita Nagorny     | Wielobój drużynowy | 14,066       | 14,541       | 14,900       | 15,266       | 13,133       | 12,733       | –            | –            | 15,000 | –      | 14,866 | 15,400 | –      | –      | –       | –       |
| Iwan Stretowicz    | Wielobój drużynowy | –            | 14,566       | –            | –            | 15,200       | 14,633       | –            | –            | –      | 14,766 | –      | –      | 15,100 | 14.766 | –       | –       |
| Razem              | Wielobój drużynowy | 43,966       | 45,249       | 45,066       | 45,566       | 46,499       | 43,266       | 269,612      | 3. (Q)       | 44,766 | 45,299 | 45,432 | 46,033 | 46,033 | 43,890 | 271,453 |         |

| Zawodnik           | Konkurencja                 | Kwalifikacje | Kwalifikacje | Kwalifikacje | Kwalifikacje | Kwalifikacje | Kwalifikacje | Kwalifikacje | Kwalifikacje | Finał  | Finał  | Finał  | Finał  | Finał  | Finał  | Finał  | Finał   |
| Zawodnik           | Konkurencja                 | F            | PH           | R            | V            | PB           | HB           | Punkty       | Pozycja      | F      | PH     | R      | V      | PB     | HB     | Punkty | Pozycja |
| ------------------ | --------------------------- | ------------ | ------------ | ------------ | ------------ | ------------ | ------------ | ------------ | ------------ | ------ | ------ | ------ | ------ | ------ | ------ | ------ | ------- |
| Denis Abljazin     | Ćwiczenia na kółkach        | –            | –            | 15,633       | –            | –            | –            | 15,633       | 4. (Q)       | –      | –      | 15,700 | –      | –      | –      | 15,700 |         |
| Denis Abljazin     | Skoki                       | –            | –            | –            | 15,416       | –            | –            | 15,416       | 2. (Q)       | –      | –      | –      | 15,516 | –      | –      | 15,516 |         |
| Dawid Bieliawskij  | Wielobój indywidualny       | 14,600       | 15,300       | 14,533       | 14,900       | 15,933       | 14,533       | 89,799       | 3. (Q)       | 15,000 | 14,766 | 14,533 | 15,133 | 15,933 | 15,133 | 90,498 | 4.      |
| Dawid Bieliawskij  | Ćwiczenia na koniu z łękami | –            | 15,300       | –            | –            | –            | –            | 15,300       | 8. (Q)       | –      | 15,400 | –      | –      | –      | –      | 15,400 | 5.      |
| Dawid Bieliawskij  | Ćwiczenia na poręczach      | –            | –            | –            | –            | 15,933       | –            | 15,933       | 2. (Q)       | –      | –      | –      | –      | 15,783 | –      | 15,783 |         |
| Nikołaj Kuksienkow | Wielobój indywidualny       | 14,666       | 15,383       | 14,333       | 14,900       | 15,366       | 14,100       | 88,848       | 9. (Q)       | 14,733 | 13,300 | 14,700 | 14,966 | 15,233 | 14,800 | 87,732 | 13.     |
| Nikołaj Kuksienkow | Ćwiczenia na koniu z łękami | –            | 15,383       | –            | –            | –            | –            | 15,383       | 6. (Q)       | –      | 15,233 | –      | –      | –      | –      | 15,233 | 6.      |
| Nikita Nagorny     | Skoki                       | –            | –            | –            | 15,283       | –            | –            | 15,283       | 6. (Q)       | –      | –      | –      | 15,316 | –      | –      | 15,316 | 5.      |

Kobiety
| Zawodniczka         | Konkurencja        | Kwalifikacje | Kwalifikacje | Kwalifikacje | Kwalifikacje | Kwalifikacje | Kwalifikacje | Finał  | Finał  | Finał  | Finał  | Finał   | Finał   |
| Zawodniczka         | Konkurencja        | V            | UB           | BB           | F            | Punkty       | Pozycja      | V      | UB     | BB     | F      | Punkty  | Pozycja |
| ------------------- | ------------------ | ------------ | ------------ | ------------ | ------------ | ------------ | ------------ | ------ | ------ | ------ | ------ | ------- | ------- |
| Angelina Mielnikowa | Wielobój drużynowy | 14,933       | 15,100       | 13,266       | 13,200       | –            | –            | 14,900 | 15,133 | 13,033 | 14,266 | –       | –       |
| Alija Mustafina     | Wielobój drużynowy | 15,166       | 15,833       | 13,033       | 14,066       | –            | –            | 15,133 | 15,933 | 14,958 | 14,000 | –       | –       |
| Marija Pasieka      | Wielobój drużynowy | 14,733       | –            | –            | –            | –            | –            | 15.700 | –      | –      | –      | –       | –       |
| Daria Spiridonowa   | Wielobój drużynowy | –            | 15,683       | 14,266       | 12,033       | –            | –            | –      | 15,100 | –      | –      | –       | –       |
| Sieda Tutchaljan    | Wielobój drużynowy | 14,733       | 15,133       | 14,466       | 13,875       | –            | –            | –      | –      | 14,766 | 13,766 | –       | –       |
| Razem               | Wielobój drużynowy | 44,832       | 46,649       | 41,988       | 41,141       | 174,620      | 3. (Q)       | 45,733 | 46,166 | 42,757 | 42,032 | 176,688 |         |

| Zawodniczka       | Konkurencja                           | Kwalifikacje | Kwalifikacje | Kwalifikacje | Kwalifikacje | Kwalifikacje | Kwalifikacje | Finał  | Finał  | Finał  | Finał  | Finał  | Finał   |
| Zawodniczka       | Konkurencja                           | V            | UB           | BB           | F            | Punkty       | Pozycja      | V      | UB     | BB     | F      | Punkty | Pozycja |
| ----------------- | ------------------------------------- | ------------ | ------------ | ------------ | ------------ | ------------ | ------------ | ------ | ------ | ------ | ------ | ------ | ------- |
| Alija Mustafina   | Wielobój indywidualny                 | 15,166       | 15,833       | 13,033       | 14,066       | 58,098       | 5. (Q)       | 15,200 | 15,666 | 13,866 | 13,933 | 58,665 |         |
| Alija Mustafina   | Ćwiczenia na poręczach asymetrycznych | –            | 15,833       | –            | –            | 15,833       | 2. (Q)       | –      | 15,900 | –      | –      | 15,900 |         |
| Marija Pasieka    | Skoki                                 | 15,049       | –            | –            | –            | 15,049       | 4. (Q)       | 15,253 | –      | –      | –      | 15,253 |         |
| Daria Spiridonowa | Ćwiczenia na poręczach asymetrycznych | –            | 15,683       | –            | –            | 15,683       | 4. (Q)       | –      | 13,966 | –      | –      | 13,966 | 8.      |
| Sieda Tutchaljan  | Wielobój indywidualny                 | 15,166       | 15,833       | 13,033       | 14,066       | 58,098       | 5. (Q)       | 14,866 | 15,033 | 13,800 | 10,966 | 54,665 | 22.     |

#### Skoki na trampolinie
| Zawodnik       | Konkurencja                   | Kwalifikacje | Kwalifikacje | Finał                   | Finał                   |
| Zawodnik       | Konkurencja                   | Punkty       | Pozycja      | Punkty                  | Pozycja                 |
| -------------- | ----------------------------- | ------------ | ------------ | ----------------------- | ----------------------- |
| Andriej Judin  | Skoki na trampolinie mężczyzn | 108,725      | 5. (Q)       | 6,815                   | 8.                      |
| Dmitri Uszakow | Skoki na trampolinie mężczyzn | 109,180      | 4. (Q)       | 59,525                  | 5.                      |
|                |                               |              |              |                         |                         |
| Jana Pawłowa   | Skoki na trampolinie kobiet   | 98,060       | 9. (Q)       | Nie zakwalifikowała się | Nie zakwalifikowała się |

### Golf
| Zawodnik           | Konkurencja   | 1. runda | 2. runda | 3. runda | 4. runda | Wynik | Poniżej par | Pozycja |
| ------------------ | ------------- | -------- | -------- | -------- | -------- | ----- | ----------- | ------- |
| Marija Wierczenowa | Zawody kobiet | 75       | 70       | 73       | 62       | 280   | –4          | 16.     |

### Jeździectwo
| Zawodnik           | Konkurencja              | Grand Prix | Grand Prix | Grand Prix Special      | Grand Prix Special      | Grand Prix Freestyle    | Grand Prix Freestyle    |
| Zawodnik           | Konkurencja              | Wynik      | Pozycja    | Wynik                   | Pozycja                 | Wynik                   | Pozycja                 |
| ------------------ | ------------------------ | ---------- | ---------- | ----------------------- | ----------------------- | ----------------------- | ----------------------- |
| Marina Aframiejewa | Ujeżdżenie indywidualnie | 71,343     | 31.        | Nie zakwalifikowała się | Nie zakwalifikowała się | Nie zakwalifikowała się | Nie zakwalifikowała się |
| Inessa Mierkułowa  | Ujeżdżenie indywidualnie | 75,800     | 14. (Q)    | 73,154                  | 23.                     | Nie zakwalifikowała się | Nie zakwalifikowała się |

| Zawodnik                | Konkurencja        | Ujeżdżenie | Ujeżdżenie | Próba terenowa | Próba terenowa | Skoki przez przeszkody  | Skoki przez przeszkody  | Skoki przez przeszkody  | Skoki przez przeszkody  |
| Zawodnik                | Konkurencja        | Wynik      | Pozycja    | Wynik          | Pozycja        | Kwalifikacje            | Kwalifikacje            | Finał                   | Finał                   |
| Zawodnik                | Konkurencja        | Wynik      | Pozycja    | Wynik          | Pozycja        | Wynik                   | Pozycja                 | Wynik                   | Pozycja                 |
| ----------------------- | ------------------ | ---------- | ---------- | -------------- | -------------- | ----------------------- | ----------------------- | ----------------------- | ----------------------- |
| Aleksandr Markow        | WKKW indywidualnie | 48,90      | 39.        | Wyeliminowany  | Wyeliminowany  | Nie zakwalifikował się  | Nie zakwalifikował się  | Nie zakwalifikował się  | Nie zakwalifikował się  |
| Andriej Mitin           | WKKW indywidualnie | 59,90      | 62.        | Wyeliminowany  | Wyeliminowany  | Nie zakwalifikował się  | Nie zakwalifikował się  | Nie zakwalifikował się  | Nie zakwalifikował się  |
| Jewgienija Owczinnikowa | WKKW indywidualnie | 66,00      | 65.        | Wycofała się   | Wycofała się   | Nie zakwalifikowała się | Nie zakwalifikowała się | Nie zakwalifikowała się | Nie zakwalifikowała się |
| Aleksandr Markow        | WKKW drużynowo     | 48,90      | –          | 1000,00        | –              | –                       | –                       | 1000,00                 | –                       |
| Andriej Mitin           | WKKW drużynowo     | 59,90      | –          | 1000,00        | –              | –                       | –                       | 1000,00                 | –                       |
| Jewgienija Owczinnikowa | WKKW drużynowo     | 66,00      | –          | 1000,00        | –              | –                       | –                       | 1000,00                 | –                       |
| Razem                   | WKKW drużynowo     | 174,80     | 13.        | 3000,00        | 13.            | –                       | –                       | 3000,00                 | 13.                     |

### Judo
| Zawodnik            | Konkurencja      | 1/32 finału | 1/16 finału            | 1/8 finału              | Ćwierćfinał              | Półfinał                | Repasaż                   | Finał                      | Pozycja                 |
| ------------------- | ---------------- | ----------- | ---------------------- | ----------------------- | ------------------------ | ----------------------- | ------------------------- | -------------------------- | ----------------------- |
| Biesłan Mudranow    | –60 kg mężczyzn  | Wolny los   | Mooren W 002–000       | Dawtian W 001–000       | Kim W 100–000            | Papinaszwili W 100–000  | –                         | Smietow W 010–000          |                         |
| Michaił Puljajew    | –66 kg mężczyzn  | Wolny los   | Bouchard P 000–001     | Nie zakwalifikował się  | Nie zakwalifikował się   | Nie zakwalifikował się  | Nie zakwalifikował się    | Nie zakwalifikował się     | Nie zakwalifikował się  |
| Denis Jarcew        | –73 kg mężczyzn  | Wolny los   | Duprat W 000–000       | Sai W 100–000           | van Tichelt P 011–010    | Nie zakwalifikował się  | Szawdatuaszwili P 001–100 | Nie zakwalifikował się     | 7.                      |
| Chasan Chałmurzajew | –81 kg mężczyzn  | Wolny los   | Mollaei W 000–000      | Abdelaal W 010–000      | Valois-Fortier W 010–000 | Toma W 100–000          | –                         | Stevens W 100–000          |                         |
| Kiriłł Dienisow     | –90 kg mężczyzn  | Wolny los   | Mehdiyev P 000–100     | Nie zakwalifikował się  | Nie zakwalifikował się   | Nie zakwalifikował się  | Nie zakwalifikował się    | Nie zakwalifikował się     | Nie zakwalifikował się  |
| Tagir Chajbułajew   | –100 kg mężczyzn | Wolny los   | Qasımov P 000–011      | Nie zakwalifikował się  | Nie zakwalifikował się   | Nie zakwalifikował się  | Nie zakwalifikował się    | Nie zakwalifikował się     | Nie zakwalifikował się  |
| Renat Sajdow        | +100 kg mężczyzn | –           | Allerstorfer W 001–000 | Silva P 000–100         | Nie zakwalifikował się   | Nie zakwalifikował się  | Nie zakwalifikował się    | Nie zakwalifikował się     | Nie zakwalifikował się  |
|                     |                  |             |                        |                         |                          |                         |                           |                            |                         |
| Irina Dołgowa       | –48 kg kobiet    | –           | Kim W 010–000          | Pareto P 000–102        | Nie zakwalifikowała się  | Nie zakwalifikowała się | Nie zakwalifikowała się   | Nie zakwalifikowała się    | Nie zakwalifikowała się |
| Natalja Kuziutina   | –52 kg kobiet    | –           | Wolny los              | Guica W 002–000         | Nakamura P 000–100       | Nie zakwalifikowała się | Legentil W 100–000        | o 3. miejsce: Ma W 100–000 |                         |
| Irina Zabłudina     | –57 kg kobiet    | –           | Manuel P 000–001       | Nie zakwalifikowała się | Nie zakwalifikowała się  | Nie zakwalifikowała się | Nie zakwalifikowała się   | Nie zakwalifikowała się    | Nie zakwalifikowała się |
| Jekatierina Wałkowa | –63 kg kobiet    | –           | van Emden P 000–001    | Nie zakwalifikowała się | Nie zakwalifikowała się  | Nie zakwalifikowała się | Nie zakwalifikowała się   | Nie zakwalifikowała się    | Nie zakwalifikowała się |
| Ksenija Czibisowa   | +78 kg kobiet    | –           | Külbs W 101–000        | Ortíz P 000–100         | Nie zakwalifikowała się  | Nie zakwalifikowała się | Nie zakwalifikowała się   | Nie zakwalifikowała się    | Nie zakwalifikowała się |

### Kajakarstwo

#### Kajakarstwo górskie
| Zawodnik                           | Konkurencja  | Eliminacje | Eliminacje | Półfinał | Półfinał | Finał                   | Finał                   |
| Zawodnik                           | Konkurencja  | Wynik      | Pozycja    | Wynik    | Pozycja  | Wynik                   | Pozycja                 |
| ---------------------------------- | ------------ | ---------- | ---------- | -------- | -------- | ----------------------- | ----------------------- |
| Aleksandr Lipatow                  | C-1 mężczyzn | 98,72      | 10. (Q)    | 104,69   | 13.      | Nie zakwalifikował się  | Nie zakwalifikował się  |
| Michaił Kuzniecow Dmitrij Łarionow | C-2 mężczyzn | 107,39     | 8. (Q)     | 112,39   | 8. (Q)   | 106,70                  | 6.                      |
| Pawieł Jejgiel                     | K-1 mężczyzn | 88,57      | 6. (Q)     | 92,43    | 7.       | 92,62                   | 9.                      |
|                                    |              |            |            |          |          |                         |                         |
| Marta Charitonowa                  | K-1 kobiet   | 104,72     | 8. (Q)     | 160,39   | 15.      | Nie zakwalifikowały się | Nie zakwalifikowały się |

#### Kajakarstwo klasyczne
| Zawodnik                                                     | Konkurencja         | Eliminacje | Eliminacje | Półfinał | Półfinał | Finał    | Finał   |
| Zawodnik                                                     | Konkurencja         | Czas       | Pozycja    | Czas     | Pozycja  | Czas     | Pozycja |
| ------------------------------------------------------------ | ------------------- | ---------- | ---------- | -------- | -------- | -------- | ------- |
| Andriej Krajtor                                              | C-1 200 m mężczyzn  | 39,985     | 1. (Q)     | 40,394   | 1. (FA)  | 40,105   | 6.      |
| Ilja Sztokałow                                               | C-1 1000 m mężczyzn | 4:02,626   | 3. (Q)     | 3:58,259 | 1. (FA)  | 4:00,963 | 4.      |
| Ilja Pierwuchin Ilja Sztokałow                               | C-2 1000 m mężczyzn | 3:43,105   | 3. (Q)     | 3:42,127 | 3. (FA)  | 3:46,776 | 5.      |
| Jewgienij Łukancow                                           | K-1 200 m mężczyzn  | 35,245     | 4. (Q)     | 35,567   | 7. (FB)  | 37,482   | 14.     |
| Roman Anoszkin                                               | K-1 1000 m mężczyzn | 3:37,296   | 5. (Q)     | 3:34,833 | 1. (FA)  | 3:33,363 |         |
| Roman Anoszkin Kiriłł Liapunow Wasilij Pogreban Oleg Żestkow | K-4 1000 m mężczyzn | 2:56,662   | 4. (Q)     | 3:01,065 | 4. (FB)  | 3:06,825 | 9.      |
|                                                              |                     |            |            |          |          |          |         |
| Jelena Aniuszina                                             | K-1 500 m kobiet    | 1:52,597   | 3. (Q)     | 1:57,229 | 4. (FB)  | 1:57,202 | 9.      |
| Jelena Aniuszina Kira Stiepanowa                             | K-2 500 m kobiet    | 1:45,906   | 5. (Q)     | 1:42,439 | 2. (FA)  | 1:46,319 | 5.      |

### Kolarstwo

#### Kolarstwo BMX
| Zawodnik             | Konkurencja  | Eliminacje | Eliminacje | Ćwierćfinał | Ćwierćfinał | Półfinał               | Półfinał               | Finał                  | Finał                  |
| Zawodnik             | Konkurencja  | Czas       | Pozycja    | Wynik       | Pozycja     | Wynik                  | Pozycja                | Czas                   | Pozycja                |
| -------------------- | ------------ | ---------- | ---------- | ----------- | ----------- | ---------------------- | ---------------------- | ---------------------- | ---------------------- |
| Jewgienij Komarow    | BMX mężczyzn | 36,958     | 30.        | 16          | 6.          | Nie zakwalifikował się | Nie zakwalifikował się | Nie zakwalifikował się | Nie zakwalifikował się |
|                      |              |            |            |             |             |                        |                        |                        |                        |
| Jarosława Bondarenko | BMX kobiet   | 35,682     | 11.        | –           | –           | 13                     | 4. (Q)                 | 36,017                 | 5.                     |

#### Kolarstwo górskie
| Zawodnik         | Konkurencja            | Czas    | Pozycja |
| ---------------- | ---------------------- | ------- | ------- |
| Anton Sincow     | Cross-country mężczyzn | 1:37:38 | 12.     |
|                  |                        |         |         |
| Irina Kalentjewa | Cross-country kobiet   | 1:36:54 | 17.     |

#### Kolarstwo szosowe
| Zawodnik            | Konkurencja                         | Czas       | Pozycja |
| ------------------- | ----------------------------------- | ---------- | ------- |
| Siergiej Czerniecki | Wyścig ze startu wspólnego mężczyzn | 6:19:43    | 31.     |
| Paweł Koczetkow     | Wyścig ze startu wspólnego mężczyzn | 6:22:23    | 38.     |
| Aleksiej Kurbatow   | Wyścig ze startu wspólnego mężczyzn | DNF        | DNF     |
| Paweł Koczetkow     | Jazda indywidualna na czas mężczyzn | 1:20:07,59 | 28.     |
|                     |                                     |            |         |
| Olga Zabielinska    | Wyścig ze startu wspólnego kobiet   | 3:55:52    | 16.     |
| Olga Zabielinska    | Jazda indywidualna na czas kobiet   | 44:31,97   |         |

#### Kolarstwo torowe
| Zawodnik           | Konkurencja     | Eliminacje | Eliminacje | 1. runda                | 1. repasaż              | 2. runda                | 2. repasaż              | Ćwierćfinał               | Półfinał                         | Finał                                         | Pozycja                 |
| Zawodnik           | Konkurencja     | Czas       | Pozycja    | 1. runda                | 1. repasaż              | 2. runda                | 2. repasaż              | Ćwierćfinał               | Półfinał                         | Finał                                         | Pozycja                 |
| ------------------ | --------------- | ---------- | ---------- | ----------------------- | ----------------------- | ----------------------- | ----------------------- | ------------------------- | -------------------------------- | --------------------------------------------- | ----------------------- |
| Dienis Dmitrijew   | Sprint mężczyzn | 9,774      | 4. (Q)     | Sarnecki W 10,141       | –                       | Webster W 10,102        | –                       | Baugé W 10,202 W 10,166   | Kenny W 10,139 P 10,080 P 10,373 | o 3. miejsce: Glaetzer W 10,105 W 10,190      |                         |
| Nikita Szurszin    | Sprint mężczyzn | 10,418     | 26.        | Nie zakwalifikował się  | Nie zakwalifikował się  | Nie zakwalifikował się  | Nie zakwalifikował się  | Nie zakwalifikował się    | Nie zakwalifikował się           | Nie zakwalifikował się                        | Nie zakwalifikował się  |
|                    |                 |            |            |                         |                         |                         |                         |                           |                                  |                                               |                         |
| Darja Szmielowa    | Sprint kobiet   | 11,230     | 22.        | Nie zakwalifikowała się | Nie zakwalifikowała się | Nie zakwalifikowała się | Nie zakwalifikowała się | Nie zakwalifikowała się   | Nie zakwalifikowała się          | Nie zakwalifikowała się                       | Nie zakwalifikowała się |
| Anastasija Wojnowa | Sprint kobiet   | 10,985     | 11. (Q)    | Morton W 11,503         | –                       | Zhong W 11,271          | –                       | Ligtlee P 11,438 P 11,398 | Nie zakwalifikowała się          | o 5. miejsce: Krupeckaitė Lee Zhong 4. 11,550 | 8.                      |

| Zawodnik                           | Konkurencja             | Eliminacje | Eliminacje | Półfinał | Półfinał | Finał               | Finał   |
| Zawodnik                           | Konkurencja             | Czas       | Pozycja    | Czas     | Pozycja  | Czas                | Pozycja |
| ---------------------------------- | ----------------------- | ---------- | ---------- | -------- | -------- | ------------------- | ------- |
| Darja Szmielowa Anastasija Wojnowa | Sprint drużynowy kobiet | 32,655     | 2. (Q)     | 32,324   | 2. (Q)   | Gong Zhong P 32,401 |         |

| Zawodnik           | Konkurencja     | 1. runda | Repasaż | 2. runda                | Finał                   |
| ------------------ | --------------- | -------- | ------- | ----------------------- | ----------------------- |
| Dienis Dmitrijew   | Keirin mężczyzn | 7 (R)    | 2.      | Nie zakwalifikował się  | Nie zakwalifikował się  |
|                    |                 |          |         |                         |                         |
| Darja Szmielowa    | Keirin kobiet   | 3. (R)   | 2.      | Nie zakwalifikowała się | Nie zakwalifikowała się |
| Anastasija Wojnowa | Keirin kobiet   | 4. (R)   | 1. (Q)  | 3. (Q)                  | 4.                      |

### Lekkoatletyka
| Zawodnik       | Konkurencja       | Eliminacje | Eliminacje | Finał | Finał   |
| Zawodnik       | Konkurencja       | Wynik      | Pozycja    | Wynik | Pozycja |
| -------------- | ----------------- | ---------- | ---------- | ----- | ------- |
| Darja Kliszyna | Skok w dal kobiet | 6,64       | 8. (q)     | 6,63  | 9.      |

### Łucznictwo
| Zawodnik                                              | Konkurencja                | Runda rankingowa | Runda rankingowa | 1/32 finału   | 1/16 finału      | 1/8 finału              | Ćwierćfinał                 | Półfinał                   | Finał                   | Pozycja                 |
| Zawodnik                                              | Konkurencja                | Wynik            | Pozycja          | 1/32 finału   | 1/16 finału      | 1/8 finału              | Ćwierćfinał                 | Półfinał                   | Finał                   | Pozycja                 |
| ----------------------------------------------------- | -------------------------- | ---------------- | ---------------- | ------------- | ---------------- | ----------------------- | --------------------------- | -------------------------- | ----------------------- | ----------------------- |
| Tujana Daszidorżiewa                                  | Zawody indywidualne kobiet | 653              | 6.               | Karma W 7–3   | Cao P 4–6        | Nie zakwalifikowała się | Nie zakwalifikowała się     | Nie zakwalifikowała się    | Nie zakwalifikowała się | Nie zakwalifikowała się |
| Ksienija Pierowa                                      | Zawody indywidualne kobiet | 641              | 17.              | Sánchez W 6–4 | Stiepanowa P 3–7 | Nie zakwalifikowała się | Nie zakwalifikowała się     | Nie zakwalifikowała się    | Nie zakwalifikowała się | Nie zakwalifikowała się |
| Inna Stiepanowa                                       | Zawody indywidualne kobiet | 643              | 16.              | Nemati W 6–2  | Pierowa W 7–3    | Choi P 3–7              | Nie zakwalifikowała się     | Nie zakwalifikowała się    | Nie zakwalifikowała się | Nie zakwalifikowała się |
| Tujana Daszidorżiewa Ksienija Pierowa Inna Stiepanowa | Zawody drużynowe kobiet    | 1938             | 2.               | –             | –                | Wolny los               | Kumari Laishram Majhi W 5–4 | Boari Mandia Sartori W 5–3 | Chang Choi Ki P 1–5     |                         |

### Pięciobój nowoczesny
| Zawodnik            | Konkurencja     | Szermierka | Szermierka | Pływanie | Pływanie | Jeździectwo | Jeździectwo | Bieg ze strzelaniem | Bieg ze strzelaniem | Punkty | Pozycja |
| Zawodnik            | Konkurencja     | Zwycięstwa | Punkty     | Czas     | Punkty   | Czas        | Punkty      | Czas                | Punkty              | Punkty | Pozycja |
| ------------------- | --------------- | ---------- | ---------- | -------- | -------- | ----------- | ----------- | ------------------- | ------------------- | ------ | ------- |
| Aleksandr Lesun     | Zawody mężczyzn | 28         | 268        | 2:05,58  | 324      | 71,02       | 279         | 11:32,35            | 608                 | 1479   |         |
|                     |                 |            |            |          |          |             |             |                     |                     |        |         |
| Gulnaz Gubajdullina | Zawody kobiet   | 8          | 148        | 2:07,94  | 317      | 78,91       | 290         | 12:30,76            | 550                 | 1305   | 14.     |
| Donata Rimšaitė     | Zawody kobiet   | 17         | 202        | 2:22,09  | 274      | 77,20       | 284         | 12:32,67            | 548                 | 1308   | 11.     |

### Piłka ręczna
| Reprezentacja | Konkurencja    | Faza grupowa             | Faza grupowa    | Faza grupowa    | Faza grupowa      | Faza grupowa     | Faza grupowa | Ćwierćfinał    | Półfinał                       | Finał           | Pozycja |
| Reprezentacja | Konkurencja    | Przeciwnicy              | Przeciwnicy     | Przeciwnicy     | Przeciwnicy       | Przeciwnicy      | Pozycja      | Ćwierćfinał    | Półfinał                       | Finał           | Pozycja |
| ------------- | -------------- | ------------------------ | --------------- | --------------- | ----------------- | ---------------- | ------------ | -------------- | ------------------------------ | --------------- | ------- |
| Rosja         | Turniej kobiet | Korea Południowa W 30–25 | Francja W 26–25 | Szwecja W 36–34 | Argentyna W 35–29 | Holandia W 38–34 | 1. (Q)       | Angola W 31–27 | Norwegia W 38–37 (po dogrywce) | Francja W 22–19 |         |

| Numer   | Pozycja | Zawodniczka              | Klub                |
| ------- | ------- | ------------------------ | ------------------- |
| 1       | B       | Anna Siedojkina          | GK Rostow-Don       |
| 2       | LS      | Polina Kuzniecowa        | Kubań Krasnodar     |
| 7       | ŚR      | Darija Dmitrijewa        | Łada Togliatti      |
| 8       | LR      | Anna Sen                 | GK Rostow-Don       |
| 10      | LR      | Olga Akopian             | Łada Togliatti      |
| 13      | PS      | Anna Wiachiriewa         | GK Rostow-Don       |
| 15      | PS      | Marina Sudakowa          | Kubań Krasnodar     |
| 17      | LR      | Wladlena Bobrownikowa    | GK Rostow-Don       |
| 21      | LR      | Wiktorija Żylinskajte    | Kubań Krasnodar     |
| 22      | LS      | Jekatierina Mariennikowa | Kubań Krasnodar     |
| 24      | PR      | Irina Bliznowa           | Łada Togliatti      |
| 33      | ŚR      | Jekatierina Ilina        | GK Rostow-Don       |
| 77      | O       | Maja Pietrowa            | GK Rostow-Don       |
| 84      | B       | Tatiana Jerochina        | Łada Togliatti      |
| 88      | B       | Wiktorija Kalinina       | Kubań Krasnodar     |
| Trener: | Trener: | Jewgienij Triefiłow      | Jewgienij Triefiłow |

### Piłka siatkowa

#### Piłka siatkowa halowa
| Reprezentacja | Konkurencja      | Faza grupowa    | Faza grupowa           | Faza grupowa  | Faza grupowa  | Faza grupowa   | Faza grupowa | Ćwierćfinał  | Półfinał                | Finał                                 | Pozycja                 |
| Reprezentacja | Konkurencja      | Przeciwnicy     | Przeciwnicy            | Przeciwnicy   | Przeciwnicy   | Przeciwnicy    | Pozycja      | Ćwierćfinał  | Półfinał                | Finał                                 | Pozycja                 |
| ------------- | ---------------- | --------------- | ---------------------- | ------------- | ------------- | -------------- | ------------ | ------------ | ----------------------- | ------------------------------------- | ----------------------- |
| Rosja         | Turniej mężczyzn | Kuba W 3–1      | Argentyna P 1–3        | Egipt W 3–0   | Polska W 3–2  | Iran W 3–0     | 3. (Q)       | Kanada W 3–0 | Brazylia P 0–3          | o 3. miejsce: Stany Zjednoczone P 2–3 | 4.                      |
|               |                  |                 |                        |               |               |                |              |              |                         |                                       |                         |
| Rosja         | Turniej kobiet   | Argentyna W 3–0 | Korea Południowa W 3–1 | Kamerun W 3–0 | Japonia W 3–0 | Brazylia W 0–3 | 2. (Q)       | Serbia P 0–3 | Nie zakwalifikowały się | Nie zakwalifikowały się               | Nie zakwalifikowały się |

Skład mężczyzn
| Numer   | Pozycja | Zawodnik            | Klub                  |
| ------- | ------- | ------------------- | --------------------- |
| 1       | R       | Igor Kobzar         | Zenit Kazań           |
| 5       | R       | Siergiej Grankin    | Dinamo Moskwa         |
| 7       | P       | Dmitrij Wołkow      | Fakieł Nowy Urengoj   |
| 8       | P       | Siergiej Tietiuchin | Biełogorje Biełgorod  |
| 11      | Ś       | Andriej Aszczew     | Zenit Kazań           |
| 12      | A       | Konstantin Bakun    | Gazprom-Jugra Surgut  |
| 14      | Ś       | Artiom Wolwicz      | Lokomotiw Nowosybirsk |
| 16      | L       | Aleksiej Wierbow    | Zenit Kazań           |
| 17      | A       | Maksim Michajłow    | Zenit Kazań           |
| 18      | Ś       | Aleksandr Wołkow    | Ural Ufa              |
| 19      | P       | Jegor Kluka         | Fakieł Nowy Urengoj   |
| 20      | L       | Artiom Jermakow     | Dinamo Moskwa         |
| Trener: | Trener: | Władimir Alekno     | Władimir Alekno       |

Skład kobiet
| Numer   | Pozycja | Zawodniczka             | Klub                    |
| ------- | ------- | ----------------------- | ----------------------- |
| 1       | P       | Jana Szczerbań          | Dinamo Moskwa           |
| 3       | L       | Jelena Jeżowa           | Dinamo Kazań            |
| 4       | Ś       | Irina Zariażko          | Urałoczka Jekaterynburg |
| 6       | A       | Daria Małygina          | Zarieczje Odincowo      |
| 8       | A       | Natalja Gonczarowa      | Dinamo Moskwa           |
| 9       | R       | Wiera Ulakina           | Dinamo Moskwa           |
| 10      | R       | Jekatierina Kosjanienko | Dinamo Moskwa           |
| 14      | Ś       | Irina Fietisowa         | Dinamo Moskwa           |
| 15      | P       | Tatjana Koszelewa       | Dinamo Krasnodar        |
| 16      | P       | Irina Woronkowa         | Zarieczje Odincowo      |
| 19      | L       | Anna Małowa             | Dinamo Moskwa           |
| 20      | Ś       | Anastasija Szlachowoj   | Dinamo Krasnodar        |
| Trener: | Trener: | Jurij Mariczew          | Jurij Mariczew          |

#### Siatkówka plażowa
| Reprezentacja                               | Konkurencja      | Faza grupowa           | Faza grupowa                | Faza grupowa               | Faza grupowa | Play-off                 | 1/8 finału                     | Ćwierćfinał             | Półfinał                | Finał                               | Pozycja                 |
| Reprezentacja                               | Konkurencja      | Przeciwnicy            | Przeciwnicy                 | Przeciwnicy                | Pozycja      | Play-off                 | 1/8 finału                     | Ćwierćfinał             | Półfinał                | Finał                               | Pozycja                 |
| ------------------------------------------- | ---------------- | ---------------------- | --------------------------- | -------------------------- | ------------ | ------------------------ | ------------------------------ | ----------------------- | ----------------------- | ----------------------------------- | ----------------------- |
| Wiaczesław Krasilnikow Konstantin Siemienow | Turniej mężczyzn | Fijałek Prudel W 2–0   | E. Grimalt M. Grimalt W 2–0 | Nummerdor Varenhorst W 2–1 | 1. (Q)       | –                        | Younousse Pereira W 2–0        | Díaz González W 2–1     | Lupo Nicolai P 1–2      | o 3.miejsce: Brouwer Meeuwsen P 0–2 | 4.                      |
| Dmitrij Barsuk Nikita Ljamin                | Turniej mężczyzn | Brouwer Meeuwsen P 0–2 | Kantor Łosiak W 2–0         | Böckermann Flüggen W 2–0   | 2. (Q)       | –                        | Oliveira Solberg Salgado W 2–1 | Lupo Nicolai P 1–2      | Nie zakwalifikowali się | Nie zakwalifikowali się             | Nie zakwalifikowali się |
|                                             |                  |                        |                             |                            |              |                          |                                |                         |                         |                                     |                         |
| Jekatierina Birłowa Jewgienija Ukołowa      | Turniej kobiet   | França Antunes P 0–2   | Brzostek Kołosińska P 0–2   | Fendrick Sweat W 2–1       | 3. (q)       | Hermannová Sluková W 2–1 | Baquerizo Fernández W 2–0      | Bednarczuk Seixas P 0–2 | Nie zakwalifikowały się | Nie zakwalifikowały się             | Nie zakwalifikowały się |

### Piłka wodna
| Reprezentacja | Konkurencja    | Faza grupowa     | Faza grupowa    | Faza grupowa  | Faza grupowa | Ćwierćfinał       | Półfinał      | Finał                                | Pozycja |
| Reprezentacja | Konkurencja    | Przeciwnicy      | Przeciwnicy     | Przeciwnicy   | Pozycja      | Ćwierćfinał       | Półfinał      | Finał                                | Pozycja |
| ------------- | -------------- | ---------------- | --------------- | ------------- | ------------ | ----------------- | ------------- | ------------------------------------ | ------- |
| Rosja         | Turniej kobiet | Australia P 4–14 | Brazylia W 14–7 | Włochy P 5–10 | 3. (Q)       | Hiszpania W 12–10 | Włochy P 9–12 | o 3. miejsce: Węgry W 12–12 (k. 7–6) |         |

| Numer | Pozycja | Zawodniczka           | Klub                 |
| ----- | ------- | --------------------- | -------------------- |
| 1     | B       | Anna Ustiuchina       | SKIF-CSP Izmajłowo   |
| 2     | O       | Nadieżda Fiedotowa    | Kinef Kiriszy        |
| 3     | O       | Jekatierina Profiewa  | Kinef Kiriszy        |
| 4     | O       | Elwina Karimowa       | Urałoczka Złatoust   |
| 5     | O       | Marija Borisowa       | SKIF-CSP Izmajłowo   |
| 6     | ŚR      | Olga Biełowa          | Urałoczka Złatoust   |
| 7     | O       | Jekatierina Lisunowa  | Ugra Chanty-Mansyjsk |
| 8     | ŚN      | Anastasija Simanowicz | Kinef Kiriszy        |
| 9     | ŚN      | Anna Timofiejewa      | Ugra Chanty-Mansyjsk |
| 10    | ŚR      | Jewgienija Sobolewa   | Kinef Kiriszy        |
| 11    | O       | Jewgienija Iwanowa    | Kinef Kiriszy        |
| 12    | ŚR      | Anna Grinewa          | Spartak Wołgograd    |
| 13    | B       | Anna Karnałch         | Kinef Kiriszy        |

### Pływanie
| Zawodnik | Konkurencja                        | Eliminacje | Eliminacje | Półfinał                | Półfinał                | Finał                   | Finał                   |
| Zawodnik | Konkurencja                        | Czas       | Pozycja    | Czas                    | Pozycja                 | Czas                    | Pozycja                 |
| --- | ---------------------------------- | ---------- | ---------- | ----------------------- | ----------------------- | ----------------------- | ----------------------- |
| Aleksiej Brianskij | 50 m stylem dowolnym mężczyzn      | 22,33      | 28.        | Nie zakwalifikował się  | Nie zakwalifikował się  | Nie zakwalifikował się  | Nie zakwalifikował się  |
| Władimir Morozow | 50 m stylem dowolnym mężczyzn      | 21,81      | 6. (Q)     | 21,88                   | 10.                     | Nie zakwalifikował się  | Nie zakwalifikował się  |
| Andriej Grieczin | 100 m stylem dowolnym mężczyzn     | 48,75      | 21.        | Nie zakwalifikował się  | Nie zakwalifikował się  | Nie zakwalifikował się  | Nie zakwalifikował się  |
| Władimir Morozow | 100 m stylem dowolnym mężczyzn     | 48,39      | 8. (Q)     | 21,88                   | 9.                      | Nie zakwalifikował się  | Nie zakwalifikował się  |
| Aleksandr Krasnych | 200 m stylem dowolnym mężczyzn     | 1:47,15    | 16.        | 1:45,69                 | 4. (Q)                  | 1:45,91                 | 8.                      |
| Nikita Łobincew | 200 m stylem dowolnym mężczyzn     | 1:49,35    | 36.        | Nie zakwalifikował się  | Nie zakwalifikował się  | Nie zakwalifikował się  | Nie zakwalifikował się  |
| Wiaczesław Andrusienko | 400 m stylem dowolnym mężczyzn     | 3:50,23    | 30.        | –                       | –                       | Nie zakwalifikował się  | Nie zakwalifikował się  |
| Aleksandr Krasnych | 400 m stylem dowolnym mężczyzn     | 3:47,39    | 15.        | –                       | –                       | Nie zakwalifikował się  | Nie zakwalifikował się  |
| Ilja Drużinin | 1500 m stylem dowolnym mężczyzn    | 14:59,56   | 13.        | –                       | –                       | Nie zakwalifikował się  | Nie zakwalifikował się  |
| Jarosław Potapow | 1500 m stylem dowolnym mężczyzn    | 15:00,99   | 14.        | –                       | –                       | Nie zakwalifikował się  | Nie zakwalifikował się  |
| Kiriłł Prigoda | 100 m stylem klasycznym mężczyzn   | 1:00,37    | 21.        | Nie zakwalifikował się  | Nie zakwalifikował się  | Nie zakwalifikował się  | Nie zakwalifikował się  |
| Wsiewołod Zanko | 100 m stylem klasycznym mężczyzn   | 59,91      | 13. (Q)    | 1:00,39                 | 14.                     | Nie zakwalifikował się  | Nie zakwalifikował się  |
| lja Chomienko | 200 m stylem klasycznym mężczyzn   | 2:08,94    | 4. (Q)     | 2:09,73                 | 10.                     | Nie zakwalifikował się  | Nie zakwalifikował się  |
| Anton Czupkow | 200 m stylem klasycznym mężczyzn   | 2:07,93    | 1. (Q)     | 2:08,08                 | 6. (Q)                  | 2:07,70                 |                         |
| Jewgienij Koptełow | 100 m stylem motylkowym mężczyzn   | 52,01      | 15. (Q)    | 52,50                   | 16.                     | Nie zakwalifikował się  | Nie zakwalifikował się  |
| Aleksandr Sadownikow | 100 m stylem motylkowym mężczyzn   | 51,91      | 13. (Q)    | 51,71                   | 7. (Q)                  | 51,84                   | 8.                      |
| Jewgienij Koptełow | 200 m stylem motylkowym mężczyzn   | 1:56,13    | 11. (Q)    | 1:56,46                 | 11.                     | Nie zakwalifikował się  | Nie zakwalifikował się  |
| Daniił Pachomow | 200 m stylem motylkowym mężczyzn   | 1:57,36    | 24.        | Nie zakwalifikował się  | Nie zakwalifikował się  | Nie zakwalifikował się  | Nie zakwalifikował się  |
| Jewgienij Ryłow | 100 m stylem grzbietowym mężczyzn  | 53,25      | 6. (Q)     | 52,84                   | 6. (Q)                  | 52,74                   | 6.                      |
| Grigorij Tarasiewicz | 100 m stylem grzbietowym mężczyzn  | 53,65      | 11. (Q)    | 53,46                   | 9.                      | Nie zakwalifikował się  | Nie zakwalifikował się  |
| Jewgienij Ryłow | 200 m stylem grzbietowym mężczyzn  | 1:55,02    | 1. (Q)     | 1:54,45                 | 1. (Q)                  | 1:53,97                 |                         |
| Andriej Szabasow | 200 m stylem grzbietowym mężczyzn  | 1:56,50    | 6. (Q)     | 1:56,84                 | 12.                     | Nie zakwalifikował się  | Nie zakwalifikował się  |
| Andriej Grieczin Daniła Izotow Władimir Morozow Aleksandr Popkow Aleksandr Suchorukow                                            | 4 x 100 m stylem dowolnym mężczyzn | 3:12,04    | 1. (Q)     | –                       | –                       | 3:11,64                 | 4.                      |
| Wiaczesław Andrusienko Michaił Dowgaliuk Daniła Izotow Aleksandr Krasnych Nikita Łobincew                                        | 4 x 200 m stylem dowolnym mężczyzn | 7:06,81    | 3. (Q)     | –                       | –                       | 7:05,70                 | 5.                      |
| Anton Czupkow Jewgienij Koptełow Władimir Morozow Jewgienij Ryłow Aleksandr Sadownikow Aleksandr Suchorukow Grigorij Tarasiewicz | 4 x 100 m stylem zmiennym mężczyzn | 3:32,95    | 6. (Q)     | –                       | –                       | 3:31,30                 | 4.                      |
| Jewgienij Dratcew | 10 km na otwartym akwenie mężczyzn | –          | –          | –                       | –                       | 1:53:04,8               | 11.                     |
| |                                    |            |            |                         |                         |                         |                         |
| Natalija Łowcowa | 50 m stylem dowolnym kobiet        | 25,55      | 38.        | Nie zakwalifikowała się | Nie zakwalifikowała się | Nie zakwalifikowała się | Nie zakwalifikowała się |
| Rozalija Nasrietdinowa | 50 m stylem dowolnym kobiet        | 24,94      | 22.        | Nie zakwalifikowała się | Nie zakwalifikowała się | Nie zakwalifikowała się | Nie zakwalifikowała się |
| Natalija Łowcowa | 100 m stylem dowolnym kobiet       | 55,37      | 28.        | Nie zakwalifikowała się | Nie zakwalifikowała się | Nie zakwalifikowała się | Nie zakwalifikowała się |
| Wieronika Popowa | 100 m stylem dowolnym kobiet       | 54,60      | 19.        | Nie zakwalifikowała się | Nie zakwalifikowała się | Nie zakwalifikowała się | Nie zakwalifikowała się |
| Wieronika Popowa | 200 m stylem dowolnym kobiet       | 1:57,08    | 11. (Q)    | 1:57,22                 | 9.                      | Nie zakwalifikowała się | Nie zakwalifikowała się |
| Arina Opienyszewa | 200 m stylem dowolnym kobiet       | 1:58,05    | 18.        | Nie zakwalifikowała się | Nie zakwalifikowała się | Nie zakwalifikowała się | Nie zakwalifikowała się |
| Arina Opienyszewa | 400 m stylem dowolnym kobiet       | 4:11,83    | 20.        | –                       | –                       | Nie zakwalifikowała się | Nie zakwalifikowała się |
| Arina Opienyszewa | 800 m stylem dowolnym kobiet       | 8:48,89    | 26.        | –                       | –                       | Nie zakwalifikowała się | Nie zakwalifikowała się |
| Darija Czikunowa | 100 m stylem klasycznym kobiet     | 1:09,12    | 29.        | Nie zakwalifikowała się | Nie zakwalifikowała się | Nie zakwalifikowała się | Nie zakwalifikowała się |
| Julija Jefimowa | 100 m stylem klasycznym kobiet     | 1:05,79    | 2. (Q)     | 1:05,72                 | 2. (Q)                  | 1:05,50                 |                         |
| Sofija Andriejewa | 200 m stylem klasycznym kobiet     | 2:26,58    | 16. (Q)    | 2:25,90                 | 15.                     | Nie zakwalifikowała się | Nie zakwalifikowała się |
| Julija Jefimowa | 200 m stylem klasycznym kobiet     | 2:23,90    | 8. (Q)     | 2:22,52                 | 2. (Q)                  | 2:21,97                 |                         |
| Swietłana Czimrowa | 100 m stylem motylkowym kobiet     | 58,41      | 20.        | Nie zakwalifikowała się | Nie zakwalifikowała się | Nie zakwalifikowała się | Nie zakwalifikowała się |
| Natalija Łowcowa | 100 m stylem motylkowym kobiet     | 59,19      | 26.        | Nie zakwalifikowała się | Nie zakwalifikowała się | Nie zakwalifikowała się | Nie zakwalifikowała się |
| Anastasija Fiesikowa | 100 m stylem grzbietowym kobiet    | 1:00,04    | 10. (Q)    | 59,68                   | 9.                      | Nie zakwalifikowała się | Nie zakwalifikowała się |
| Darja Ustinowa | 100 m stylem grzbietowym kobiet    | 1:01,45    | 23.        | Nie zakwalifikowała się | Nie zakwalifikowała się | Nie zakwalifikowała się | Nie zakwalifikowała się |
| Anastasija Fiesikowa | 200 m stylem grzbietowym kobiet    | 2:10,39    | 14. (Q)    | 2:09,12                 | 11.                     | Nie zakwalifikowała się | Nie zakwalifikowała się |
| Darja Ustinowa | 200 m stylem grzbietowym kobiet    | 2:09,96    | 13. (Q)    | 2:08,84                 | 7. (Q)                  | 2:07,89                 | 4.                      |
| Wiktorija Andriejewa Natalija Łowcowa Rozalija Nasrietdinowa Wieronika Popowa                                                    | 4 x 100 m stylem dowolnym kobiet   | 3:37,68    | 10.        | –                       | –                       | Nie zakwalifikowały się | Nie zakwalifikowały się |
| Wiktorija Andriejewa Darija Mułłakajewa Arina Opienyszewa Wieronika Popowa Darja Ustinowa                                        | 4 x 200 m stylem dowolnym kobiet   | 7:50,52    | 4. (Q)     | –                       | –                       | 7:53,26                 | 7.                      |
| Anastasija Fiesikowa Julija Jefimowa Swietłana Czimrowa Wieronika Popowa                                                         | 4 x 100 m stylem zmiennym kobiet   | 3:57,44    | 4. (Q)     | –                       | –                       | 3:55,66                 | 6.                      |
| Anastasija Krapiwina | 10 km na otwartym akwenie kobiet   | –          | –          | –                       | –                       | 1:57:25,9               | 8.                      |

### Pływanie synchroniczne
| Zawodnik | Konkurencja             | Eliminacje | Eliminacje | Finał    | Finał   |
| Zawodnik | Konkurencja             | Punkty     | Pozycja    | Punkty   | Pozycja |
| --- | ----------------------- | ---------- | ---------- | -------- | ------- |
| Natalja Iszczenko Swietłana Romaszyna | Duet kobiet             | 194,5244   | 1. (Q)     | 194,9910 |         |
| Włada Czigiriewa Natalja Iszczenko Swietłana Kolesniczenko Aleksandra Packiewicz Jelena Prokofiewa Swietłana Romaszyna Ałła Szyszkina Giełena Topilina Marija Szuroczkina | Zawody drużynowe kobiet | –          | –          | 196,1439 |         |

### Skoki do wody
| Zawodnik                          | Konkurencja                            | Eliminacje | Eliminacje | Półfinał                | Półfinał                | Finał                   | Finał                   |
| Zawodnik                          | Konkurencja                            | Punkty     | Pozycja    | Punkty                  | Pozycja                 | Punkty                  | Pozycja                 |
| --------------------------------- | -------------------------------------- | ---------- | ---------- | ----------------------- | ----------------------- | ----------------------- | ----------------------- |
| Jewgienij Kuzniecow               | Trampolina 3 m indywidualnie mężczyzn  | 449,90     | 4. (Q)     | 468,35                  | 3. (Q)                  | 481,35                  | 4.                      |
| Ilja Zacharow                     | Trampolina 3 m indywidualnie mężczyzn  | 389,90     | 18. (Q)    | 345,60                  | 18.                     | Nie zakwalifikował się  | Nie zakwalifikował się  |
| Wiktor Minibajew                  | Wieża 10 m indywidualnie mężczyzn      | 462,25     | 8. (Q)     | 474,10                  | 6. (Q)                  | 481,60                  | 8.                      |
| Nikita Szlejcher                  | Wieża 10 m indywidualnie mężczyzn      | 418,15     | 16. (Q)    | 415,75                  | 17.                     | Nie zakwalifikował się  | Nie zakwalifikował się  |
| Jewgienij Kuzniecow Ilja Zacharow | Trampolina 3 m synchronicznie mężczyzn | –          | –          | –                       | –                       | 385,17                  | 7.                      |
| Wiktor Minibajew Nikita Szlejcher | Wieża 10 m synchronicznie mężczyzn     | –          | –          | –                       | –                       | 417,57                  | 7.                      |
|                                   |                                        |            |            |                         |                         |                         |                         |
| Nadieżda Bażina                   | Trampolina 3 m indywidualnie kobiet    | 252,00     | 26.        | Nie zakwalifikowała się | Nie zakwalifikowała się | Nie zakwalifikowała się | Nie zakwalifikowała się |
| Kristina Ilinych                  | Trampolina 3 m indywidualnie kobiet    | 304,05     | 15. (Q)    | 295,20                  | 15.                     | Nie zakwalifikowała się | Nie zakwalifikowała się |
| Jekatierina Pietuchowa            | Wieża 10 m indywidualnie kobiet        | 317,25     | 11. (Q)    | 259,50                  | 18.                     | Nie zakwalifikowała się | Nie zakwalifikowała się |
| Julia Timoszina                   | Wieża 10 m indywidualnie kobiet        | 212,25     | 28         | Nie zakwalifikowała się | Nie zakwalifikowała się | Nie zakwalifikowała się | Nie zakwalifikowała się |

### Strzelectwo
| Zawodnik               | Konkurencja                                              | Eliminacje | Eliminacje | Półfinał                | Półfinał                | Finał                   | Finał                   |
| Zawodnik               | Konkurencja                                              | Punkty     | Pozycja    | Punkty                  | Pozycja                 | Punkty                  | Pozycja                 |
| ---------------------- | -------------------------------------------------------- | ---------- | ---------- | ----------------------- | ----------------------- | ----------------------- | ----------------------- |
| Siergiej Kamieński     | Karabin pneumatyczny z 10 m mężczyzn                     | 623,2      | 16.        | –                       | –                       | Nie zakwalifikował się  | Nie zakwalifikował się  |
| Władimir Maslennikow   | Karabin pneumatyczny z 10 m mężczyzn                     | 629,0      | 2. (Q)     | –                       | –                       | 184,2                   |                         |
| Siergiej Kamieński     | Karabin małokalibrowy leżąc z 50 m mężczyzn              | 629,0      | 1. (Q)     | –                       | –                       | 165,8                   | 4.                      |
| Kiriłł Grigorjan       | Karabin małokalibrowy leżąc z 50 m mężczyzn              | 628,9      | 2. (Q)     | –                       | –                       | 187,3                   |                         |
| Siergiej Kamieński     | Karabin małokalibrowy w trzech pozycjach z 50 m mężczyzn | 1184       | 1. (Q)     | –                       | –                       | 458,5                   |                         |
| Fiedor Własow          | Karabin małokalibrowy w trzech pozycjach z 50 m mężczyzn | 1176       | 6. (Q)     | –                       | –                       | 403,1                   | 7.                      |
| Władimir Gontczarow    | Pistolet pneumatyczny z 10 m mężczyzn                    | 580        | 8. (Q)     | –                       | –                       | 98,9                    | 7.                      |
| Władimir Isakow        | Pistolet pneumatyczny z 10 m mężczyzn                    | 574        | 31.        | –                       | –                       | Nie zakwalifikował się  | Nie zakwalifikował się  |
| Aleksiej Klimow        | Pistolet szybkostrzelny z 25 m mężczyzn                  | 581        | 9.         | –                       | –                       | Nie zakwalifikował się  | Nie zakwalifikował się  |
| Władimir Gontczarow    | Pistolet dowolny z 50 m mężczyzn                         | 557        | 4. (Q)     | –                       | –                       | 111,0                   | 6.                      |
| Denis Kołlakow         | Pistolet dowolny z 50 m mężczyzn                         | 548        | 23.        | –                       | –                       | Nie zakwalifikował się  | Nie zakwalifikował się  |
| Aleksiej Alipow        | Trap mężczyzn                                            | 68         | 7.         | Nie zakwalifikował się  | Nie zakwalifikował się  | Nie zakwalifikował się  | Nie zakwalifikował się  |
| Anton Astachow         | Skeet mężczyzn                                           | 119        | 12.        | Nie zakwalifikował się  | Nie zakwalifikował się  | Nie zakwalifikował się  | Nie zakwalifikował się  |
| Witalij Fokiejew       | Trap podwójny mężczyzn                                   | 133        | 11.        | Nie zakwalifikował się  | Nie zakwalifikował się  | Nie zakwalifikował się  | Nie zakwalifikował się  |
| Wasilij Mosin          | Trap podwójny mężczyzn                                   | 132        | 13.        | Nie zakwalifikował się  | Nie zakwalifikował się  | Nie zakwalifikował się  | Nie zakwalifikował się  |
|                        |                                                          |            |            |                         |                         |                         |                         |
| Daria Wdowina          | Karabin pneumatyczny z 10 m kobiet                       | 417,4      | 4. (Q)     | –                       | –                       | 143,5                   | 5.                      |
| Daria Wdowina          | Karabin małokalibrowy w trzech pozycjach z 50 m kobiet   | 579        | 15.        | –                       | –                       | Nie zakwalifikowała się | Nie zakwalifikowała się |
| Witalina Bacaraszkina  | Pistolet pneumatyczny z 10 m kobiet                      | 390        | 1. (Q)     | –                       | –                       | 197,1                   |                         |
| Jekatierina Korszunowa | Pistolet pneumatyczny z 10 m kobiet                      | 387        | 2. (Q)     | –                       | –                       | 73,5                    | 8.                      |
| Witalina Bacaraszkina  | Pistolet sportowy z 25 m kobiet                          | 578        | 13.        | Nie zakwalifikowała się | Nie zakwalifikowała się | Nie zakwalifikowała się | Nie zakwalifikowała się |
| Jekatierina Korszunowa | Pistolet sportowy z 25 m kobiet                          | 582        | 8. (Q)     | 16                      | 5.                      | Nie zakwalifikowała się | Nie zakwalifikowała się |
| Albina Szakirowa       | Skeet kobiet                                             | 69         | 7.         | Nie zakwalifikowała się | Nie zakwalifikowała się | Nie zakwalifikowała się | Nie zakwalifikowała się |
| Tatiana Barsuk         | Trap kobiet                                              | 62         | 18.        | Nie zakwalifikowała się | Nie zakwalifikowała się | Nie zakwalifikowała się | Nie zakwalifikowała się |
| Jekatierina Rabaja     | Trap kobiet                                              | 65         | 11.        | Nie zakwalifikowała się | Nie zakwalifikowała się | Nie zakwalifikowała się | Nie zakwalifikowała się |

### Szermierka
| Zawodnik                                                           | Konkurencja                   | 1/32 finału | 1/16 finału            | 1/8 finału              | Ćwierćfinał                                  | Półfinał                                               | Finał                                                      | Pozycja                 |
| ------------------------------------------------------------------ | ----------------------------- | ----------- | ---------------------- | ----------------------- | -------------------------------------------- | ------------------------------------------------------ | ---------------------------------------------------------- | ----------------------- |
| Wadim Anochin                                                      | Szpada indywidualnie mężczyzn | Wolny los   | Brinck-Croteau W 15–14 | Heinzer P 7–15          | Nie zakwalifikował się                       | Nie zakwalifikował się                                 | Nie zakwalifikował się                                     | Nie zakwalifikował się  |
| Anton Awdiejew                                                     | Szpada indywidualnie mężczyzn | Wolny los   | Verwijlen W 15–9       | Minobe P 12–15          | Nie zakwalifikował się                       | Nie zakwalifikował się                                 | Nie zakwalifikował się                                     | Nie zakwalifikował się  |
| Pawieł Suchow                                                      | Szpada indywidualnie mężczyzn | Wolny los   | Park P 11–15           | Nie zakwalifikował się  | Nie zakwalifikował się                       | Nie zakwalifikował się                                 | Nie zakwalifikował się                                     | Nie zakwalifikował się  |
| Artur Achmatchuzin                                                 | Floret indywidualnie mężczyzn | Wolny los   | Chamley-Watson W 15–13 | Massialas P 9–15        | Nie zakwalifikował się                       | Nie zakwalifikował się                                 | Nie zakwalifikował się                                     | Nie zakwalifikował się  |
| Aleksiej Czeriemisinow                                             | Floret indywidualnie mężczyzn | Wolny los   | Safin P 10–15          | Nie zakwalifikował się  | Nie zakwalifikował się                       | Nie zakwalifikował się                                 | Nie zakwalifikował się                                     | Nie zakwalifikował się  |
| Timur Safin                                                        | Floret indywidualnie mężczyzn | Wolny los   | Czeriemisinow W 15–10  | Davis W 15–13           | Chen W 15–7                                  | Garozzo P 8–15                                         | Kruse W 15–13                                              |                         |
| Aleksiej Jakimienko                                                | Szabla indywidualnie mężczyzn | –           | Paskow P 14–15         | Nie zakwalifikował się  | Nie zakwalifikował się                       | Nie zakwalifikował się                                 | Nie zakwalifikował się                                     | Nie zakwalifikował się  |
| Nikołaj Kowalow                                                    | Szabla indywidualnie mężczyzn | –           | Decsi W 15–10          | Montano W 15–13         | Kim P 10–15                                  | Nie zakwalifikował się                                 | Nie zakwalifikował się                                     | Nie zakwalifikował się  |
| Wadim Anochin Anton Awdiejew Siergiej Chodos Pawieł Suchow         | Szpada drużynowo mężczyzn     | –           | –                      | Wolny los               | Chworost Hierej Kariuczenko Nikiszyn P 32–45 | o miejsca 5.–8.: Borsky Heinzer Kauter Steffen P 28–45 | o 7. miejsce: Caña Fernández F. Limardo R. Limardo W 36–30 | 7.                      |
| Artur Achmatchuzin Aleksiej Czeriemisinow Timur Safin              | Floret drużynowo mężczyzn     | –           | –                      | –                       | Davis Halsted Kruse Mepstead W 45–43         | Chamley-Watson Imboden Massialas Meinhardt W 45–41     | Cadot Helissey Lefort Le Péchoux W 45–41                   |                         |
|                                                                    |                               |             |                        |                         |                                              |                                                        |                                                            |                         |
| Wioletta Kołobowa                                                  | Szpada indywidualnie kobiet   | Wolny los   | Choi P 12–15           | Nie zakwalifikowała się | Nie zakwalifikowała się                      | Nie zakwalifikowała się                                | Nie zakwalifikowała się                                    | Nie zakwalifikowała się |
| Tatjana Łogunowa                                                   | Szpada indywidualnie kobiet   | Wolny los   | Nakano P 14–15         | Nie zakwalifikowała się | Nie zakwalifikowała się                      | Nie zakwalifikowała się                                | Nie zakwalifikowała się                                    | Nie zakwalifikowała się |
| Lubow Szutowa                                                      | Szpada indywidualnie kobiet   | Wolny los   | Kong P 10–15           | Nie zakwalifikowała się | Nie zakwalifikowała się                      | Nie zakwalifikowała się                                | Nie zakwalifikowała się                                    | Nie zakwalifikowała się |
| Inna Dierigłazowa                                                  | Floret indywidualnie kobiet   | Wolny los   | Bulcão W 15–6          | Mohamed W 15–6          | Guyart W 15–6                                | Szanajewa W 15–3                                       | Di Francisca W 12–11                                       |                         |
| Aida Szanajewa                                                     | Floret indywidualnie kobiet   | Wolny los   | Rochel W 15–13         | Jeon W 15–11            | Thibus W 15–13                               | Dierigłazowa P 3–15                                    | o 3. miejsce: Boubakri P 11–15                             | 4.                      |
| Jekatierina Djaczenko                                              | Szabla indywidualnie kobiet   | Wolny los   | Seo W 15–12            | Zagunis W 15–12         | Jegorian P 10–15                             | Nie zakwalifikowała się                                | Nie zakwalifikowała się                                    | Nie zakwalifikowała się |
| Jana Jegorian                                                      | Szabla indywidualnie kobiet   | Wolny los   | Arrayales W 15–7       | Vougiouka W 15–11       | Djaczenko W 15–10                            | Charłan W 15–9                                         | Wielika W 15–14                                            |                         |
| Sofja Wielika                                                      | Szabla indywidualnie kobiet   | Wolny los   | Jóźwiak W 15–5         | Lembach W 15–14         | Berder W 15–10                               | Brunet W 15–14                                         | Jegorian P 14–15                                           |                         |
| Olga Koczniewa Wioletta Kołobowa Tatjana Łogunowa Lubow Szutowa    | Szpada drużynowo kobiet       | –           | –                      | Wolny los               | Candassamy Coquin Mallo Rembi W 44–41        | Dinu Gherman Pop Popescu P 31–45                       | o 3. miejsce: Bieljajewa Embrich Kirpu Kuusk W 37–31       |                         |
| Jekatierina Djaczenko Julija Gawriłowa Jana Jegorian Sofja Wielika | Szabla drużynowo kobiet       | –           | –                      | –                       | Arrayales González Silva Toledo W 45–31      | Aksamit Muhammad Wozniak Zagunis W 45–42               | Charłan Komaszczuk Krawacka Woronina W 45–30               |                         |

### Taekwondo
| Zawodnik                | Konkurencja     | 1/8 finału       | Ćwierćfinał             | Półfinał                | Repasaż                 | Finał                   | Pozycja                 |
| ----------------------- | --------------- | ---------------- | ----------------------- | ----------------------- | ----------------------- | ----------------------- | ----------------------- |
| Aleksiej Dienisienko    | –68 kg mężczyzn | Contreras W 12–2 | Tazegül W 19–6          | Achab W 6–1             | –                       | Abughaush P 6–10        |                         |
| Albert Gaun             | –80 kg mężczyzn | López P 4–7      | Nie zakwalifikował się  | Nie zakwalifikował się  | Nie zakwalifikował się  | Nie zakwalifikował się  | Nie zakwalifikował się  |
|                         |                 |                  |                         |                         |                         |                         |                         |
| Anastasija Barysznikowa | –67 kg kobiet   | Güleç P 8–9      | Nie zakwalifikowała się | Nie zakwalifikowała się | Nie zakwalifikowała się | Nie zakwalifikowała się | Nie zakwalifikowała się |

### Tenis stołowy
| Zawodnik            | Konkurencja     | Runda eliminacyjna | 1/64 finału | 1/32 finału             | 1/16 finału             | 1/8 finału              | Ćwierćfinał             | Półfinał                | Finał                   | Pozycja                 |
| ------------------- | --------------- | ------------------ | ----------- | ----------------------- | ----------------------- | ----------------------- | ----------------------- | ----------------------- | ----------------------- | ----------------------- |
| Aleksander Szibajew | Singel mężczyzn | Wolny los          | Wolny los   | Dyjas W 4–0             | Boll P 3–4              | Nie zakwalifikował się  | Nie zakwalifikował się  | Nie zakwalifikował się  | Nie zakwalifikował się  | Nie zakwalifikował się  |
|                     |                 |                    |             |                         |                         |                         |                         |                         |                         |                         |
| Marija Dołgich      | Singel kobiet   | Wolny los          | Lay P 3–4   | Nie zakwalifikowała się | Nie zakwalifikowała się | Nie zakwalifikowała się | Nie zakwalifikowała się | Nie zakwalifikowała się | Nie zakwalifikowała się | Nie zakwalifikowała się |
| Polina Michajłowa   | Singel kobiet   | Wolny los          | Wolny los   | Pawłowicz P 2–4         | Nie zakwalifikowała się | Nie zakwalifikowała się | Nie zakwalifikowała się | Nie zakwalifikowała się | Nie zakwalifikowała się | Nie zakwalifikowała się |

### Tenis ziemny
| Zawodnik                             | Konkurencja     | 1/32 finału               | 1/16 finału                       | 1/8 finału              | Ćwierćfinał                   | Półfinał                | Finał                   | Pozycja                 |
| ------------------------------------ | --------------- | ------------------------- | --------------------------------- | ----------------------- | ----------------------------- | ----------------------- | ----------------------- | ----------------------- |
| Jewgienij Donskoj                    | Singel mężczyzn | Struff W 2–0              | Ferrer W 2–1                      | Johnson P 0–2           | Nie zakwalifikował się        | Nie zakwalifikował się  | Nie zakwalifikował się  | Nie zakwalifikował się  |
| Tejmuraz Gabaszwili                  | Singel mężczyzn | Albot P 1–2               | Nie zakwalifikował się            | Nie zakwalifikował się  | Nie zakwalifikował się        | Nie zakwalifikował się  | Nie zakwalifikował się  | Nie zakwalifikował się  |
| Andriej Kuzniecow                    | Singel mężczyzn | Bautista-Agut P 1–1 krecz | Nie zakwalifikował się            | Nie zakwalifikował się  | Nie zakwalifikował się        | Nie zakwalifikował się  | Nie zakwalifikował się  | Nie zakwalifikował się  |
|                                      |                 |                           |                                   |                         |                               |                         |                         |                         |
| Darja Kasatkina                      | Singel kobiet   | Dżabir W 2–1              | Zheng W 2–0                       | Errani W 2–0            | Keys P 0–2                    | Nie zakwalifikowała się | Nie zakwalifikowała się | Nie zakwalifikowała się |
| Swietłana Kuzniecowa                 | Singel kobiet   | Wang W 2–1                | Niculescu W walkower              | Konta P 1–2             | Nie zakwalifikowała się       | Nie zakwalifikowała się | Nie zakwalifikowała się | Nie zakwalifikowała się |
| Jekatierina Makarowa                 | Singel kobiet   | Büyükakçay W 2–1          | Schmiedlová W 2–1                 | Kvitová P 1–2           | Nie zakwalifikowała się       | Nie zakwalifikowała się | Nie zakwalifikowała się | Nie zakwalifikowała się |
| Anastasija Pawluczenkowa             | Singel kobiet   | Linette W 2–0             | Puig P 0–2                        | Nie zakwalifikowała się | Nie zakwalifikowała się       | Nie zakwalifikowała się | Nie zakwalifikowała się | Nie zakwalifikowała się |
| Darja Kasatkina Swietłana Kuzniecowa | Debel kobiet    | –                         | Grönefeld Siegemund W 2–0         | Doi Hozumi W 2–1        | Hlaváčková Hradecká P 1–2     | Nie zakwalifikowały się | Nie zakwalifikowały się | Nie zakwalifikowały się |
| Jekatierina Makarowa Jelena Wiesnina | Debel kobiet    | –                         | An. Rodionowa Ar. Rodionowa W 2–0 | Mitu Olaru W 2–0        | Muguruza Suárez Navarro W 2–0 | Šafářová Strýcová W 2–0 | Bacsinszky Hingis W 2–0 |                         |

### Triathlon
| Zawodnik               | Konkurencja     | Czas    | Pozycja |
| ---------------------- | --------------- | ------- | ------- |
| Aleksandr Briuchankow  | Zawody mężczyzn | DNF     | DNF     |
| Dmitrij Poljański      | Zawody mężczyzn | 1:49:26 | 32.     |
| Igor Poljański         | Zawody mężczyzn | 1:49:11 | 31.     |
|                        |                 |         |         |
| Anastasija Abrosimowa  | Zawody kobiet   | 2:02:45 | 32.     |
| Aleksandra Razarienowa | Zawody kobiet   | 2:01:09 | 20.     |
| Marija Szoriec         | Zawody kobiet   | 2:01:33 | 25.     |

### Wioślarstwo
| Zawodnik                                                      | Konkurencja                   | Eliminacje | Eliminacje | Repasaż | Repasaż | Półfinał | Półfinał | Finał   | Finał   |
| Zawodnik                                                      | Konkurencja                   | Czas       | Pozycja    | Czas    | Pozycja | Czas     | Pozycja  | Czas    | Pozycja |
| ------------------------------------------------------------- | ----------------------------- | ---------- | ---------- | ------- | ------- | -------- | -------- | ------- | ------- |
| Artiom Kosow Nikita Morgaczow Władisław Riabcew Anton Zarucki | Czwórka bez sternika mężczyzn | 6:03,89    | 5. (R)     | 6:39,32 | 3. (Q)  | 6:24,89  | 6. (FB)  | 6:02,09 | 10.     |

### Zapasy
| Zawodnik              | Konkurencja                         | 1/16 finału       | 1/8 finału             | Ćwierćfinał             | Półfinał                | 1. repasaż              | 2. repasaż              | Finał                        | Pozycja |
| --------------------- | ----------------------------------- | ----------------- | ---------------------- | ----------------------- | ----------------------- | ----------------------- | ----------------------- | ---------------------------- | ------- |
| Wiktor Lebiediew      | –57 kg w stylu wolnym mężczyzn      | Wolny los         | Tomar W 7–3            | Rahimi P 1–6            | Nie zakwalifikował się  | Nie zakwalifikował się  | Nie zakwalifikował się  | Nie zakwalifikował się       | 9.      |
| Sosłan Ramonow        | –65 kg w stylu wolnym mężczyzn      | Garcia W 7–1      | Valdés W 11–3          | Mandachnaran W 6–0      | Navruzov W 18–7         | –                       | –                       | Əsgərov W 11–0               |         |
| Aniuar Giedujew       | –74 kg w stylu wolnym mężczyzn      | Wolny los         | Abdurahmonov W 10–5    | Burroughs W 3–2         | Həsənov W 5–4           | –                       | –                       | Jazdani P 6–6                |         |
| Abdułraszyd Sadułajew | –86 kg w stylu wolnym mężczyzn      | Wolny los         | Veréb W 10–0           | Ceballos W 5–0          | Şərifov W 8–1           | –                       | –                       | Yaşar W 5–0                  |         |
| Anzor Bołtukajew      | –97 kg w stylu wolnym mężczyzn      | Wolny los         | Andrijcew P 5–8        | Nie zakwalifikował się  | Nie zakwalifikował się  | Nie zakwalifikował się  | Nie zakwalifikował się  | Nie zakwalifikował się       | 11.     |
| Bilał Machow          | –125 kg w stylu wolnym mężczyzn     | Zasiejew P 2–2    | Nie zakwalifikował się | Nie zakwalifikował się  | Nie zakwalifikował się  | Nie zakwalifikował się  | Nie zakwalifikował się  | Nie zakwalifikował się       | 13.     |
| Ibragim Łabazanow     | –59 kg w stylu klasycznym mężczyzn  | Kiebispajew P 0–4 | Nie zakwalifikował się | Nie zakwalifikował się  | Nie zakwalifikował się  | Nie zakwalifikował się  | Nie zakwalifikował się  | Nie zakwalifikował się       | 16.     |
| Isłambiek Albijew     | –66 kg w stylu klasycznym mężczyzn  | Panait W 4–2      | Çunayev P 2–3          | Nie zakwalifikował się  | Nie zakwalifikował się  | Nie zakwalifikował się  | Nie zakwalifikował się  | Nie zakwalifikował się       | 9.      |
| Roman Własow          | –75 kg w stylu klasycznym mężczyzn  | Wolny los         | Kim W 7–5              | Yang W 8–0              | Starčević W 6–3         | –                       | –                       | Madsen W 5–1                 |         |
| Dawit Czakwetadze     | –85 kg w stylu klasycznym mężczyzn  | Tahmasebi W 3–0   | Achlaghi W 9–2         | Kudla W 8–0             | Lőrincz W 7–1           | –                       | –                       | Bełeniuk W 9–2               |         |
| Isłam Magomiedow      | –98 kg w stylu klasycznym mężczyzn  | Wolny los         | Arusaar W 6–0          | İldem P 1–1             | Nie zakwalifikował się  | Nie zakwalifikował się  | Nie zakwalifikował się  | Nie zakwalifikował się       | 8.      |
| Siergiej Siemionow    | –130 kg w stylu klasycznym mężczyzn | Ramonow W 8–4     | Abdullayev W 3–0       | Kadżaia W 5–0           | López P 0–3             | –                       | –                       | o 3. miejsce: Nabi W 6–0     |         |
|                       |                                     |                   |                        |                         |                         |                         |                         |                              |         |
| Miłana Dadaszewa      | –48 kg kobiet                       | Kim W 6–2         | Jankowa P 6–9          | Nie zakwalifikowała się | Nie zakwalifikowała się | Nie zakwalifikowała się | Nie zakwalifikowała się | Nie zakwalifikowała się      | 11.     |
| Walerija Kobłowa      | –58 kg kobiet                       | Niemesch W 9–0    | Orchon W 11–0          | Malik W 9–2             | Tynybekowa W 4–1        | –                       | –                       | Ichō P 2–3                   |         |
| Inna Trażukowa        | –63 kg kobiet                       | Sastin W 3–0      | Şahin W 9–5            | Xu W 5–4                | Kawai P 0–11            | –                       | –                       | o 3. miejsce: Michalik P 3–6 | 5.      |
| Natalja Worobjowa     | –69 kg kobiet                       | Wolny los         | Syzdykowa W 4–1        | Nasanburmaa W 4–2       | Mostafa W 4–2           | –                       | –                       | Doshō P 2–2                  |         |
| Jekatierina Bukina    | –75 kg kobiet                       | Amer W 4–4        | Adar W 5–3             | Ferreira W 4–3          | Maniurowa P 8–6         | –                       | –                       | o 3. miejsce: Ali W 5–3      |         |

### Żeglarstwo
| Zawodnik                          | Konkurencja    | Wyścig | Wyścig | Wyścig | Wyścig | Wyścig | Wyścig | Wyścig | Wyścig | Wyścig | Wyścig | Wyścig | Wyścig | Wyścig | Punkty | Pozycja |
| Zawodnik                          | Konkurencja    | 1      | 2      | 3      | 4      | 5      | 6      | 7      | 8      | 9      | 10     | 11     | 12     | M      | Punkty | Pozycja |
| --------------------------------- | -------------- | ------ | ------ | ------ | ------ | ------ | ------ | ------ | ------ | ------ | ------ | ------ | ------ | ------ | ------ | ------- |
| Maksim Oberemko                   | RS:X mężczyzn  | 27     | 25     | 14     | 24     | 17     | 13     | 3      | 3      | 10     | 8      | 13     | 9      | –      | 139    | 16.     |
| Siergiej Komissarow               | Laser mężczyzn | 2      | 9      | 19     | 23     | 7      | 10     | 16     | 31     | 28     | 15     | –      | –      | –      | 129    | 15.     |
| Denis Gribanow Paweł Sozykin      | 470 mężczyzn   | 12     | 17     | 7      | 25     | 5      | 21     | 18     | 3      | 16     | 18     | –      | –      | –      | 117    | 13.     |
|                                   |                |        |        |        |        |        |        |        |        |        |        |        |        |        |        |         |
| Stefianija Elfutina               | RS:X kobiet    | 2      | 5      | 3      | 6      | 2      | 9      | 8      | 4      | 6      | 3      | 16     | 7      | 14     | 69     |         |
| Ljudmiła Dmitriewa Alisa Kiriliuk | 470 kobiet     | 21     | 21     | 6      | 9      | 11     | 7      | 18     | 9      | 12     | 11     | –      | –      | –      | 104    | 13.     |